# هارپاگ

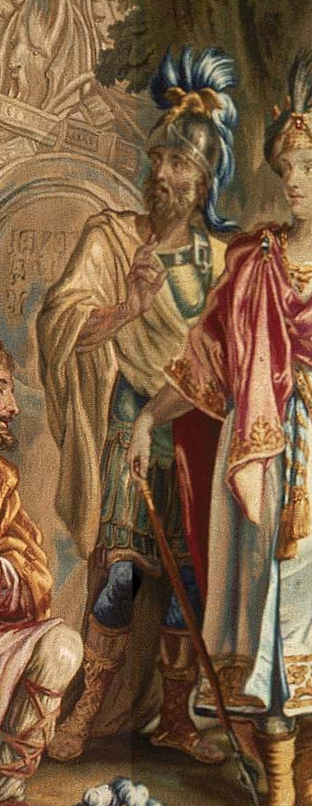
ژنرال هارپاگ، پشت سر کوروش دوم (نقاشی شده در سده ۱۸ام).

هارپاگ سردار ایشتوویگو، پادشاه ماد، در سده ۶ پ. م بود. او از سوی ایشتوویگو مأمور شد تا نوهٔ دختری وی، کورش دوم که خردسال بود را بکشد. ولی او که می‌دانست اگر چنین کند ماندانا، مادر کوروش او را رها نخواهد نمود و اگر این کار را نکند پادشاه او را شکنجه می‌نماید. پس بر آن شد تا این مأموریت را به چوپانی به نام سپاکو بسپارد تا خود این کار را انجام نداده باشد و پس از آن چوپان کودک را نکشت. درآینده پادشاه فرزند هارپاگ را از برای این کوتاهی کشت و از آن خورشتی درست کرد و به هارپاگ خوراند. هارپاگ از برای این سنگ‌دلی پادشاه از وی کینه به دل گرفت و درآینده به کوروش کمک کرد تا امپراتوری مادها را از بین ببرد.

## مهمانی سلطنتی جهت انتقام از هارپاگ

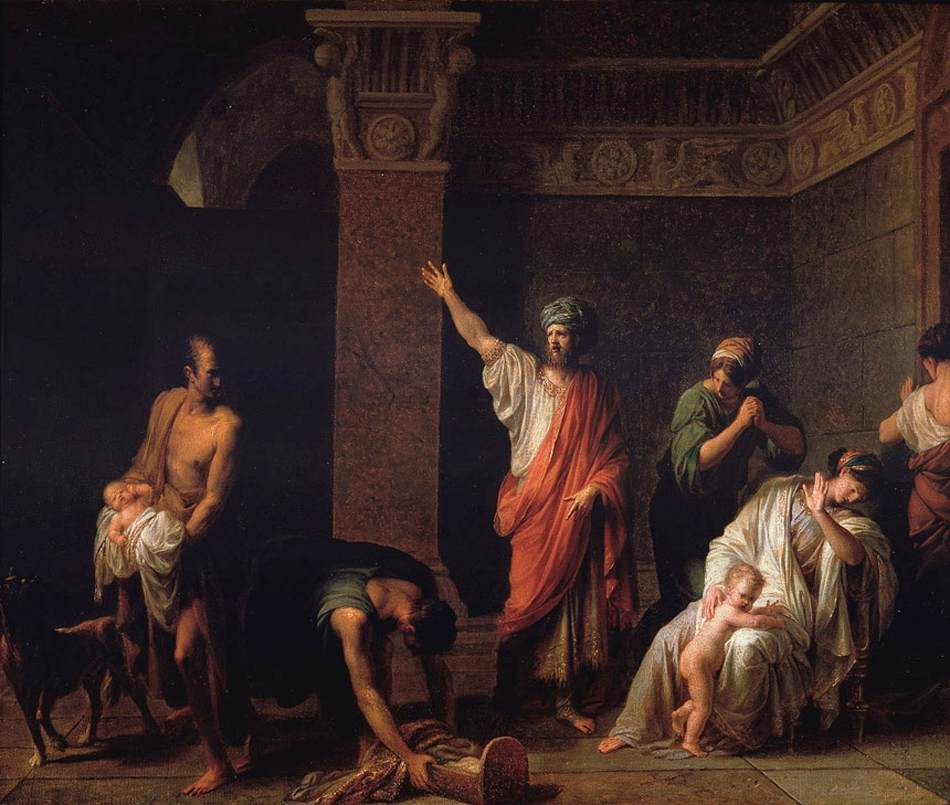
نگاره ایشتوویگو، پادشاه ماد، در حال دستور و گسیل داشتن هارپاگ برای کشتن کورش خردسال

ایشتوویگو برای مجازات وزیر خود هارپاگ، فرزند او را کشت و دستور داد با آن خورش درست کنند. وی مهمانی را ترتیب داده و هارپاگ را نیز دعوت نمود. هنگامی که هارپاگ غذایش را میل کرد، ایشتوویگو از وی دربارهٔ طعم و مزه غذا پرسید. هارپاگ که نمی‌خواست به او بی‌احترامی کند جواب داد: «بسیار خوشمزه بود. تا به حال خورشتی بدین خوشمزگی نخورده بودم.»
سپس ایشتوویگو در جواب وی ادامه داد:باید هم خورشتی که با گوشت فرزندت درست شده خوشمزه باشد. سپس دست‌ها و پاهای فرزند را نشانِ هارپاگ داد.
هارپاگ در سال ۵۴۷ پ. م، در زمان فتح لیدیه در سپاه کوروش حضور داشت و بعدها، در حدود سال ۵۴۰ پ. م، در مطیع‌کردن شهرهای غربیِ آسیای کوچک نقش داشت. بازماندگان هارپاگ احتمالاً تحت همین نام در آسیای کوچک باقی ماندند. در هر صورت، سنگ‌نوشته‌های لیکیه‌ای مربوط به اواخر سدهٔ پنجم و اوایل سدهٔ چهارم پ. م، به نام مردانی ایرانی اشاره می‌کند که نام یکی از آن‌ها «آرپاکسو» (Arppaxu) است. در بین سال‌های ۴۹۹ تا ۴۹۳ پ. م، فرماندهٔ نیروهای نظامی هخامنشیان در آسیای میانه، هارپاگ نام داشته‌است. محتمل است که وی نوهٔ هارپاگ مادی باشد.